# Đại Quang
Đại Quang là một xã thuộc huyện Đại Lộc, tỉnh Quảng Nam, Việt Nam.

## Địa lý
Xã Đại Quang nằm ở phía bắc huyện Đại Lộc, có vị trí địa lý:
- Phía bắc giáp thành phố Đà Nẵng
- Phía rây giáp xã Đại Đồng, Đại Lộc
- Phía nam giáp xã Đại Phong và xã Đại Minh
- Phía đông giáp xã Đại Nghĩa.

Xã Đại Quang có diện tích 37,33 km², dân số năm 2019 là 10.873 người, mật độ dân số đạt 291 người/km².

## Hành chính
Xã Đại Quang được chia thành 9 thôn: Phú Hương, Phước Lộc, Phương Trung, Hòa Thạch, Mỹ An, Trường An, Tam Hòa, Đông Lâm, Song Bình.

## Lịch sử
Xã Đại Quang trước năm 1975 là trung tâm hành chính của quận Đại Lộc.
Sau năm 1975, trung tâm hành chính huyện chuyển về thị trấn Ái Nghĩa.